# Robinson (Texas)
Robinson és una població dels Estats Units a l'estat de Texas. Segons el cens del 2000 tenia 7.845 habitants.

## Demografia
Segons el cens del 2000, Robinson tenia 7.845 habitants, 2.828 habitatges, i 2.330 famílies. La densitat de població era de 96 habitants per km².
Dels 2.828 habitatges en un 37,3% hi vivien nens de menys de 18 anys, en un 70,2% hi vivien parelles casades, en un 9,6% dones solteres, i en un 17,6% no eren unitats familiars. En el 15,4% dels habitatges hi vivien persones soles el 8,2% de les quals corresponia a persones de 65 anys o més que vivien soles. El nombre mitjà de persones vivint en cada habitatge era de 2,77 i el nombre mitjà de persones que vivien en cada família era de 3,07.
Per edats la població es repartia de la següent manera: un 26,5% tenia menys de 18 anys, un 6,7% entre 18 i 24, un 26,6% entre 25 i 44, un 25,9% de 45 a 60 i un 14,4% 65 anys o més.
L'edat mediana era de 39 anys. Per cada 100 dones de 18 o més anys hi havia 91,1 homes.
La renda mediana per habitatge era de 49.404 $ i la renda mediana per família de 51.953 $. Els homes tenien una renda mediana de 35.718 $ mentre que les dones 23.623 $. La renda per capita de la població era de 21.680 $. Aproximadament el 3,6% de les famílies i el 4,4% de la població estaven per davall del llindar de pobresa.

## Poblacions més properes
El següent diagrama mostra les poblacions més properes.